# Centre africain de contrôle et de prévention des maladies
Le Centre africain de Contrôle et de Prévention des Maladies ou CACM (en anglais : Center for Disease Control and Prevention ou Africa CDC) est une institution autonome de santé publique de l’Union africaine. Créée le 31 janvier 2017, cette institution a pour rôle de prévenir et de contrôler les maladies en Afrique en fournissant une orientation stratégique et un soutien aux 55 pays membres de l’UA,.

## Fonctions
CDC Afrique est une agence de santé continentale autonome de l’Union africaine. Son but est d'appuyer les initiatives de santé publique des pays africains et pour renforcer la capacité de leurs institutions de santé publique  dans la gestion efficiente des menaces de maladies. Ses objectifs stratégiques consistent à :  
1. «Soutenir les États membres dans la mise en place de plates-formes d’alerte précoce et de préparation des réponses afin de faire face de manière rapide et efficace à toutes les urgences sanitaires et menaces de maladies ;
2. Soutenir les États membres dans la préparation et la riposte aux situations d’urgence de santé publique ;
3. L’assistance aux États membres, en collaboration avec l’OMS et les autres partenaires, pour combler les écarts conformément au Règlement Sanitaire International ;
4. L’appui et/ou la réalisation, pour les États membres, des cartographies des dangers et des évaluations des risques aux niveaux régional et national ;
5. L'aide aux États membres pour le renforcement des capacités en matière de santé publique, notamment par des programmes de formation, à moyen et long termes, en leadership, en épidémiologie de terrain, en urgence de santé publique et de laboratoire ;
6. Soutenir la mise en place, le renforcement et la mise en réseau des biens de santé publique, y compris les systèmes de laboratoire, en collaboration avec les États membres et, le cas échéant, d’autres parties prenantes[5]».

## Création et Composition
Le 31 janvier 2017, l'Union Africaine lance la CDC Afrique en marge de sa 28ème Session Ordinaire. En mars 2017, l' institution a tenu la première réunion de son Conseil Consultatif et Technique assorti d'un plan stratégique quinquennal.
En juin 2025, la Tunisie a été choisie pour présider le Centre régional pour l’Afrique du Nord, dont le siège sera établi au Caire, en Égypte. Ce centre est responsable de générer des partenariats entre sept États membres de la région (Algérie, Égypte, Libye, Mauritanie, Maroc et Tunisie).

## Liste des directeurs
En févier 2023, les chefs d'Etats ont élu, pour une première, Dr. Jean Kaseya, directeur général du Centre africain de Contrôle et de Prévention des Maladies lors du 38e sommet de l'UA à Addis-Abeba. 